# سیندرلا در ۲ بامداد
سیندرلا در ۲ بامداد (انگلیسی: Cinderella at 2 AM؛‏ کره‌ای: 새벽 2시의 신데렐라) یک مجموعه تلویزیونی محصول کره جنوبی به نویسندگی اوه اون جی، به کارگردانی سو مین جونگ و به هی یونگ و با بازی شین هیون بین و مون سانگ مین است. این مجموعه بر پایه یک وب‌تون با همین نام است. سیندرلا در ۲ بامداد از ۲۴ اوت ۲۰۲۴، روزهای شنبه و یکشنبه ساعت ۲۱:۰۰ (کی‌اس‌تی) از کوپانگ پلی پخش شد. این مجموعه همچنین در همان روز از چنل ای ساعت ۲۱:۲۰ (کی‌اس‌تی) پخش شد و برای استریم در ویو و ویکی در مناطق منتخب قابل دسترسی است.

## بازیگران
- شین هیون بین در نقش ها یون سو[۱]
- مون سانگ مین در نقش سو جو وون[۱]

## انتشار
در یک مصاحبه با شین هیون بین او خاطر نشان کرد که انتظار می‌رود سیندرلا در ۲ قبل از ظهر در نیمهٔ دوم سال ۲۰۲۴ پخش شود و کوپانگ پلی این را در مارس ۲۰۲۴ تأیید کرد.
کوپانگ پلی اعلام کرد که این مجموعه در ۲۴ اوت ۲۰۲۴ در پلتفرم خودش روزهای شنبه و یکشنبه ساعت ۲۱:۰۰ (کی‌اس‌تی) و از چنل ای ساعت ۲۱:۲۰ (کی‌اس‌تی) پخش خواهد شد.